# Abid Kovačević
Pour les articles homonymes, voir Kovačević.
Abid Kovačević, né le 1er juillet 1952 à Mrkonjić Grad en Yougoslavie, est un footballeur international yougoslave. Il a joué 2 matches avec l'équipe de Yougoslavie en 1977.